# Ornuška vas
Ornuška vas este o localitate din comuna Mokronog - Trebelno, Slovenia, cu o populație de 47 de locuitori.